# Hořátev

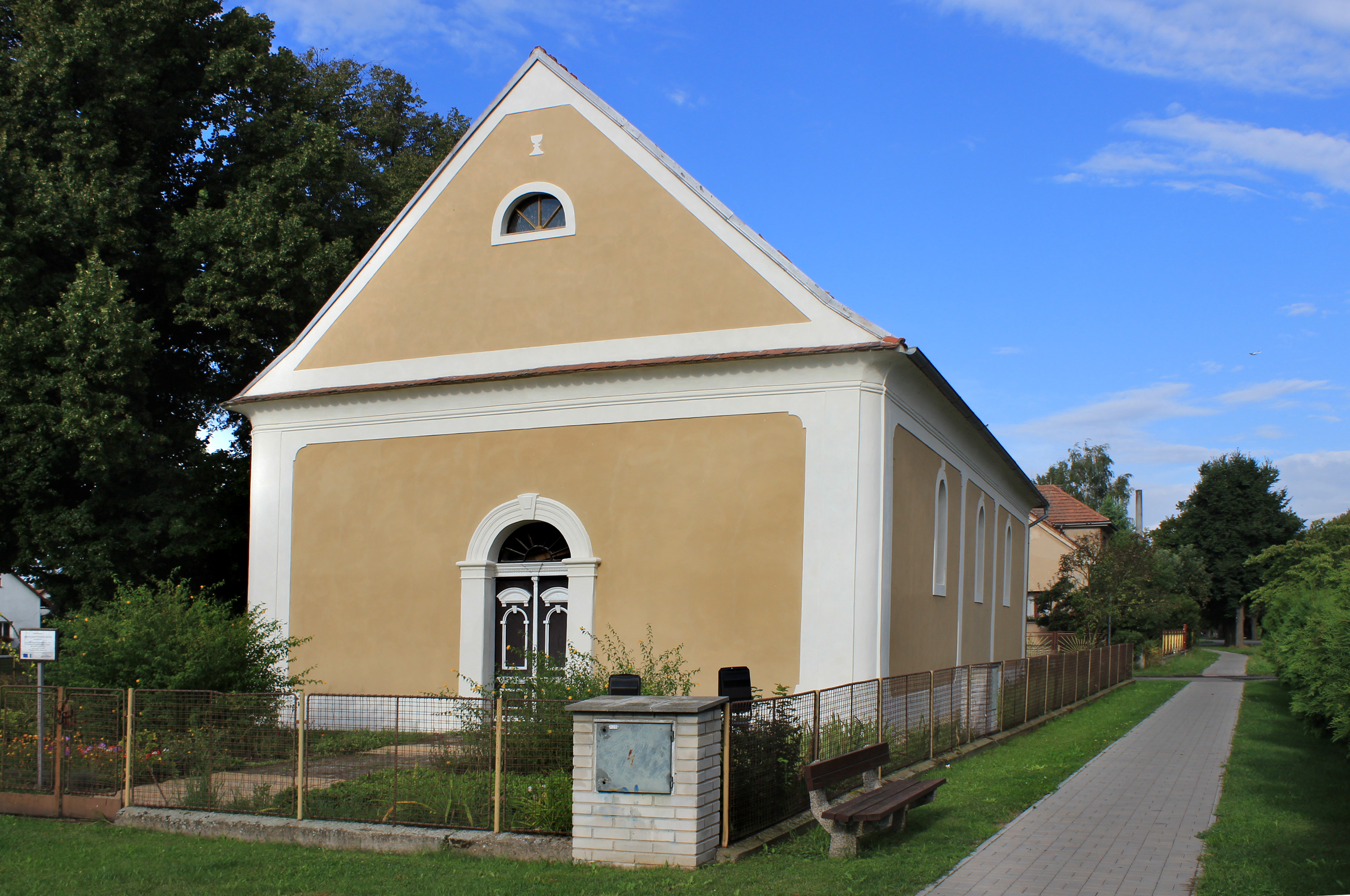
Evangelische Kirche

Hořátev (deutsch Horschatew, auch Horzatew, Horatew) ist eine Gemeinde in Tschechien. Sie liegt vier Kilometer südlich von Nymburk und gehört zum Okres Nymburk.

## Geographie
Hořátev befindet sich östlich der Einmündung der Šembera in die Výrovka am Zvěřínecký potok auf der Böhmischen Tafel. Im Südosten erhebt sich der Hügel Okrouhlík (188 m). Westlich des Dorfes verläuft die Eisenbahnstrecke von Poříčany nach Nymburk, dort liegt auch die Bahnstation. Am östlichen Ortsrand liegt der Teich Hliňovka.
Nachbarorte sind Zálabí im Norden, Kovanice und Chvalovice im Nordosten, Malé Zboží und Poděbrady-Nymburské Předměstí im Osten, Polabec, Přední Lhota und Písková Lhota im Südosten, Kostelní Lhota im Süden, Sadská im Südwesten, Zvěřínek im Westen sowie Písty und Kopaník im Nordwesten.

## Geschichte
Die erste schriftliche Erwähnung des Dorfes erfolgte im Jahre 1384. Zusammen mit Kovanice kam das Dorf während der Hussitenkriege zur Herrschaft Podiebrad. Friedrich von Dohna verkaufte den Ort 1525 zusammen mit weiteren Dörfern und Höfen an die Stadt Nymburk. Wegen Beteiligung der Stadt am Ständeaufstand beschlagnahmte Ferdinand I. 1547 deren Güter und gab die Dörfer der Herrschaft Podiebrad zurück. 1553 wurde das Dorf auch im Podiebrader Urbar wieder eingeschrieben. Nachdem der Rat zu Nymburk vergeblich versucht hatte, das Dorf wieder zu erlangen, brach ein bis 1601 andauernder Streit mit der Herrschaft Poděbrady um die Dörfer Písty, Hořátev und Zvěřínek sowie den Komárno-Wald aus. Seit 1547 war Hořátev einer der zehn Schulzensitze der Herrschaft Podiebrad, dem die Dörfer Zvěřínek, Písty und Chvalovice zugeordnet waren. Während des Dreißigjährigen Krieges brandschatzten 1631 kursächsische Truppen das Dorf.
1780 wurde im Zuge der Raabisation das Gut Chvalovice parzelliert und das Dorf Neujahrsdorf angelegt. Ein Teil der Gutsfluren wurde zum Kataster von Hořátev zugeschlagen. Gepfarrt war das Dorf zur katholischen St. Wenzels-Kirche in Kovanice. 1792 entstand in Hořátev eine evangelische Kirche.
Nach der Aufhebung der Patrimonialherrschaften bildete Hořátev ab 1850 eine Gemeinde im Bezirk Poděbrady. Nach den Hochwassern von 1890 und 1891 erfolgte 1896 eine Regulierung der Výrovka und der Černavka (Šembera). 1920 hatte die Gemeinde 682 Einwohner, 1948 waren es 704. Seit 1949 gehört Hořátev zum Okres Nymburk.
In Hořátev ist die Infusia a.s. ansässig, die Infusionen und anderen medizinische Bedarf produziert.

## Gemeindegliederung
Für die Gemeinde Hořátev sind keine Ortsteile ausgewiesen. Zu Hořátev gehört die Einschicht Kopaník (Kopaniker Hof).

## Sehenswürdigkeiten
- Evangelische Toleranzkirche, erbaut 1792 und 1811 um eine Kirchenhalle erweitert
- Gut Hořátev mit Reithalle und Westernstädtchen
- Denkmalgeschützte 200-jährige Linde
- Gedenktafel für Bedřich Krátkoruký, 2007 an dessen Geburtshaus angebracht

## Persönlichkeiten
- Bedřich Krátkoruký (1913–1943), Pilot der Royal Air Force
- Hermann von Tardy (1832–1917), von 1858 bis 1867 Pfarrer in der evangelischen Toleranzkirche